# Dora Fakiel
Dora Fakiel (ur. 1914 zm. 4 listopada 1943 w Poniatowej) – polska aktorka pochodzenia żydowskiego.

## Życiorys
Zasłynęła głównie z ról w przedwojennych żydowskich filmach i sztukach teatralnych w języku jidysz.
Podczas II wojny światowej została przesiedlona do getta warszawskiego, gdzie kontynuowała karierę aktorską oraz pracowała jako urzędniczka. Występowała tam m.in. w teatrze Eldorado, operetce oraz kabarecie Melody Palace. 
Zginęła 4 listopada 1943 podczas akcji likwidacji Żydów na Lubelszczyźnie pod kryptonimem Erntefest w obozie w Poniatowej.

## Filmografia
- 1939: Bezdomni
- 1936: Judel gra na skrzypcach